# Biserica romano-catolică din Iosefin
Biserica romano-catolică din Iosefin, cu hramul "Nașterea Fecioarei Maria", este un monument istoric și de arhitectură, situat în cartierul Iosefin din Timișoara.
Edificiul a fost construit între 1772-1774 în stil baroc.